# Розширений фенотип
«Розширений фенотип: Довга рука гену» (англ. The Extended Phenotype: The Long Reach of the Gene) — книга англійського біолога, еволюціоніста Річарда Докінза, в якій викладена однойменна біологічна концепція. Вперше видана у 1982 році.
Головна ідея розширеного фенотипу полягає в тому, що фенотип не завжди обмежений біологічними процесами, такими як синтез протеїну та ріст тканин, а може розширюватись за межі власного організму, тобто включати сукупність впливів гену всередині і ззовні індивідуального організму. 